# Anaphes arenbergi
Anaphes arenbergi är en stekelart som beskrevs av Debauche 1948. Anaphes arenbergi ingår i släktet Anaphes och familjen dvärgsteklar. Inga underarter finns listade i Catalogue of Life.